# Svartkronad sparv
Svartkronad sparv (Arremon abeillei) är en fågel i familjen fältsparvar inom ordningen tättingar.

## Utseende
Svartkronad sparv är en vacker fågel med svart över ögat och på hjässan åtskilt av ett vitt streck över ögat och bakåt. Ryggen är grå. Den liknar hane kusttangara, men har smalare bröstband, inget vitt framför ögat och heller inget vitt i stjärten.

## Utbredning och systematik
Svartkronad sparv förekommer i torra buskskogar från Ecuador (Manabi) till nordvästra Peru (Cajamarca). Närbesläktade marañónsparven (A. nigriceps) inkluderades tidigare i svartkronad sparv, men urskiljs sedan 2016 som egen art av Birdlife International och naturvårdsunionen IUCN, sedan 2024 även av IOC.

### Familjetillhörighet
Tidigare fördes de amerikanska sparvarna till familjen fältsparvar (Emberizidae) som omfattar liknande arter i Eurasien och Afrika. Flera genetiska studier visar dock att de utgör en distinkt grupp som sannolikt står närmare skogssångare (Parulidae), trupialer (Icteridae) och flera artfattiga familjer endemiska för Karibien.

## Status
IUCN kategoriserar arten som livskraftig.

## Namn
Fågelns vetenskapliga namn hedrar Grégoire Abeillé (1798–1848), fransk läkare, ornitolog och samlare av specimen.